# Jylisjärvi
Jylisjärvi är en sjö i Finland. Den ligger i kommunen Janakkala i landskapet Egentliga Tavastland, i den södra delen av landet, 90 km norr om huvudstaden Helsingfors. Jylisjärvi ligger 129,9 meter över havet. Arean är 1,69 kvadratkilometer och strandlinjen är 7,94 kilometer lång. Sjön  ingår i Kumo älvs huvudavrinningsområde.   I omgivningarna runt Jylisjärvi växer i huvudsak barrskog.
I övrigt finns följande i Jylisjärvi:
- Lammassaari (en ö)
- Verkkosaari (en ö)